# ماتیا تروواتو
ماتیا تروواتو (انگلیسی: Mattia Trovato؛ زادهٔ ۲۷ ژانویهٔ ۱۹۹۸) بازیکن فوتبال است.
از باشگاه‌هایی که در آن بازی کرده‌است می‌توان به باشگاه فوتبال کوزنتسا کالچو اشاره کرد.
وی همچنین در تیم‌های ملی فوتبال زیر ۱۵ سال ایتالیا، زیر ۱۶ سال ایتالیا، و زیر ۱۸ سال ایتالیا بازی کرده‌است.